# XIII settore di copertura Venosta
Il XIII Settore di Copertura Venosta (in tedesco Abdeckungssektor 13 - Vinschgau) è uno dei sette settori in cui venne diviso il Vallo alpino in Alto Adige e si estende dal confine est con l'Austria, dal passo Resia, percorrendo verso sud-est l'intera val Venosta, ovvero fino a Bolzano, articolandosi su un territorio montuoso, seguendo il corso del fiume Adige.

## Direttrici
Questo settore comprendeva le seguenti direttrici:
- sbarramento Pian dei Morti, presso il passo Resia
- sbarramento Passo Resia, presso il passo Resia
- sbarramento Malles-Glorenza, presso Malles e Glorenza
- sbarramento di Tel, presso Parcines
- sbarramento di Saltusio, presso San Martino in Passiria
- sbarramento di Moso, presso la Moso in Passiria
- sbarramento le Palade, presso il passo delle Palade

## Progetto
Il progetto della fortificazione del I sistema difensivo, quello al confine con l'Austria comprendeva le opere di fondovalle degli sbarramenti di passo Resia e del sovrastante Pian dei Morti, con funzione anticarro.
Seguivano poi il II e il III sistema difensivo, fino ad arrivare al capoluogo della provincia.
Nel dopoguerra, dopo il 1945 vennero nuovamente riattivati e completati con nuove armi e nuove strutture alcuni sbarramenti, tra cui:
- sbarramento Passo Resia
- sbarramento di Saltusio